# 阿賴漢區
8°57′N 79°39′W / 8.950°N 79.650°W
阿賴漢區（西班牙語：Distrito de Arraiján），是巴拿馬的一個行政區，位於該國中部，由西巴拿馬省負責管轄，始建於1855年9月12日，面積418.4平方公里，海拔高度30米，2010年人口220,779，人口密度每平方公里527.67人。